# Беллихейг
Беллихейг (англ. Ballyheigue; ирл. Baile Uí Thaidhg) — деревня в Ирландии, находится в графстве Керри (провинция Манстер).

## Демография

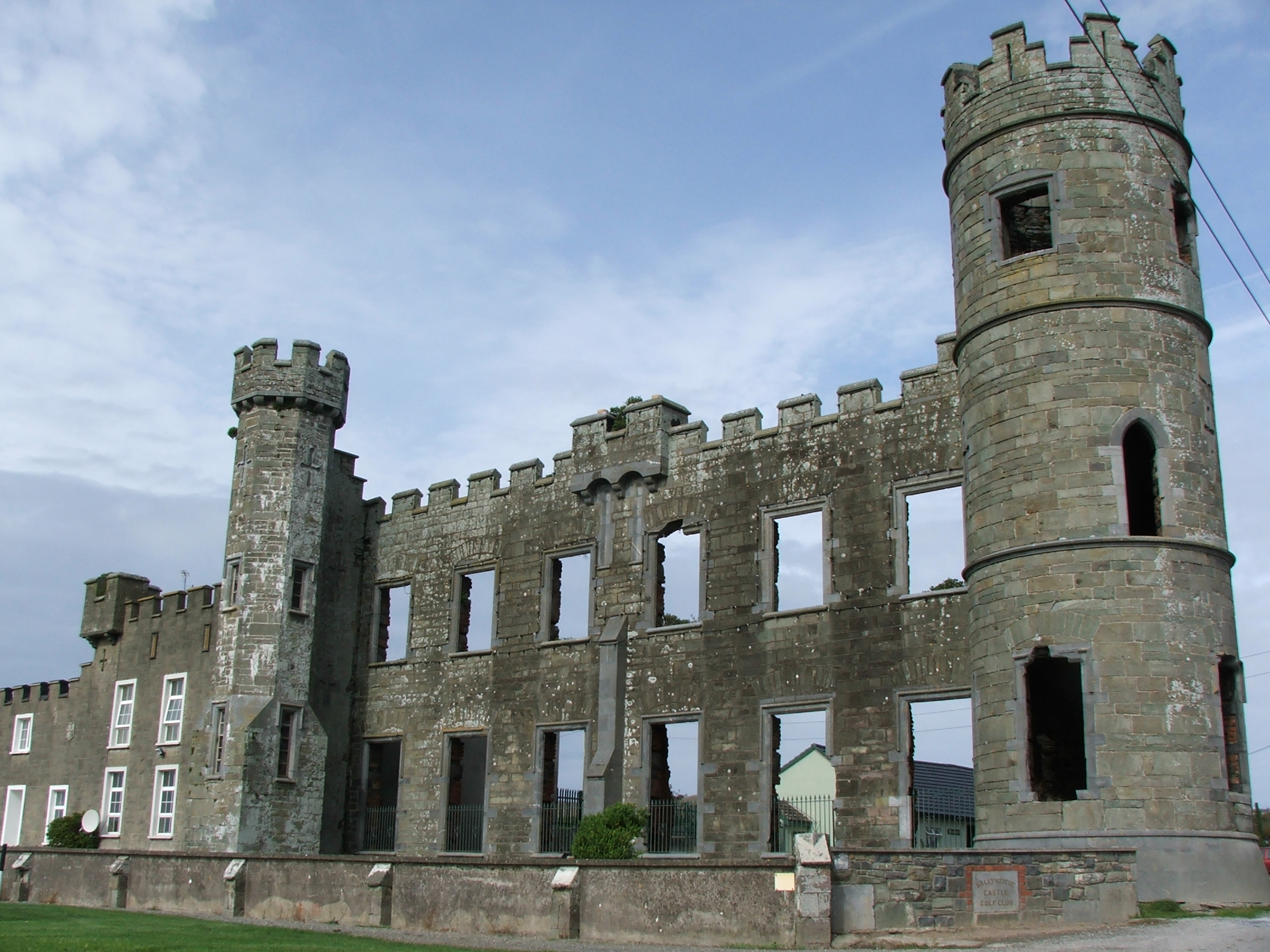
Руины замка в Беллихейге

Население — 677 человек (по переписи 2006 года). В 2002 году население составляло 626 человек. 
Данные переписи 2006 года:
| Общие демографические показатели |               |                               |                               |      |      |
| Всё население                    | Всё население | Изменения населения 2002—2006 | Изменения населения 2002—2006 | 2006 | 2006 |
| 2002                             | 2006          | чел.                          | %                             | муж. | жен. |
| 626                              | 677           | 51                            | 8,1                           | 322  | 355  |